# مفارقة أبيلين

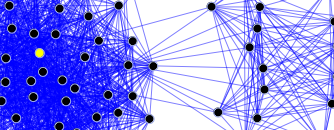

يُقصد بتناقض أبيلين أن مجموعةً من الأشخاص يتفقون إجمالياً على حدثٍ معين يُناقض ما يفضله أي فردٍ في المجموعة. يتضمن فراغاً مشتركاً لمجموعة متصلة، حيث أن كل عضو يعتقد بشكل خاطئ أن ما يفضله يعارض المجموعة، وأنه لا يريد زيادة المعارضات. عبارة شائعة مرتبطة بتناقض أبيلين هي (رغبة لعدم إحداث المتاعب أو الضجيج - Rock the boat)

## النشأة
عُرِف تناقض أبيلين بواسطة خبير الإدارة جيري بي هارڤي في مقالتة (تناقض أبيلين: إدارة الإتفاق) يأتي اسم الظاهرة من حكاية استخدمها هارڤي في المقالة ليوضح التناقض.
في ظهيرة شديدة الحرارة خارج كولمان «تكساس»، تلعب العائلة لعبة الدومنيو بهدوء في الشرفة، إلى أن اقترح والد الزوجة أخذ رحلة إلى أبيلين (53ميلاً نحو الشمال) للعشاء. قالت الزوجة: تبدو فكرةً رائعة. بالرغم من أن الزوج يملك أسباباً للرفض فالمسافة طويلة والجو شديد الحرارة، اعتقد أن ما يفضله خارج ما ترغب به المجموعة فقال: ويبدو مناسباً لي، أتمنى فقط أن والدتك ترغب في الذهاب. قالت أم الزوجة: بالطبع أرغبُ في الذهاب، لم أزر أبيلين منذ فترة طويلة. وذهبت العائلة، كان الطريق شديد الحرارة، مغبر وطويل. وعندما وصلوا لمطعم لتناول العشاء، كان الطعام سَيئاً بقدر سُوء الطريق. وصلوا عائدين إلى المنزل في غضون أربع ساعات مُنهكين. أحدهم قال مُجاملاً: لقد كانت رحلةً رائعة، أليس كذلك؟ قالت أم الزوجة أنها في الحقيقة كان من الأفضل لها البقاء في المنزل ولكنها ذهبت برفقتهم حين وجدت الثلاثة الآخرين متحمسين جداً. قال الزوج: لم أكن مسروراً للقيام بما قُمنا بهِ، أنا كُنت أرغب فقط في إرضاء الجميع. قالت الزوجة: أنا ذهبت برفقتكم لإبقائكم سعيدين، قد أكون مجنونةً للرغبةِ في الذهاب خارجاً في حرارة الشمس هذه. ثم قال والد الزوجة أنه اقترح ذلك فقط لأنه ظن أن الآخرين قد يشعرون بالملل. جلست المجموعة في حيرة لأنهم قرروا معاً الذهاب في رحلةٍ لم يرغب أحد منهم بها. فضّل الجميع الجلوس براحه في المنزل، ولكن لم يعترفوا بذلك.

## التفكير الجماعي
تعد هذة الظاهرة شكلاً من أشكال التفكير الجماعي ويمكن لنظريات علم النفس الاجتماعي تفسيرها بسهولة بالخضوع الاجتماعي أو بالتأثير الاجتماعي، والذي يعني أن الفرد عادة لا يفضل أبداً التصرف عكس ما تريده المجموعة. وكذلك يمكن تفسير هذه الظاهرة في علم النفس بأن هناك عادة سبب غير مباشر وحافز خفي لحديث الناس وسلوكهم وعادة ما يكون بسبب الضابط الاجتماعي والذي يثني الفرد عن التعبير عن مشاعره بصراحة أو السعي وراء أهوائه.
تناقض أبيلين مرتبط بمفهوم التفكير الجماعي إذ أن كلا النظريتين تظهر لشرح السلوك الجدلي لمجموعات تنسجم في المحيط الاجتماعي. وتشير نظرية تناقض أبيلين بشكل رئيسي إلى أن يكون لدى المجموعة العديد من المشاكل للتعامل معها في حالة اتفاقهم والتي تكافئ مشاكلهم في حالة الاختلاف، وهذا ما لوحظ في العديد من البحوث في مجال العلوم الاجتماعية كما أكدتها نظريات أخرى عن سلوك الفرد أو المجموعة.

## تطبيقات النظرية
وتستخدم هذه النظرية عادة لتبرير القرارات السيئة في مجال الأعمال وبشكل خاص شيوع عبارة «حكم لجنة»، وقد قدم مستشار في الدراسة أسلوبا وطريقة إدارية وأيضا طريقة عملية بأنه يتوجب على أعضاء الفريق عندما يحين الوقت لاتخاذ قرار أن يسألوا بعضهم البعض «هل نحن ذاهبون إلى أبيلين؟» حتى يحددو ما إذا كان قرارهم برغبة حقيقية من أعضاء المجموعة أو كان مجرد نتيجة لهذا النوع من التفكير الجماعي. وهذه الحكاية الطريفة كانت قصة لفيلم قصير لتعليم الإدارة.

## مقالات ذات صلة
- مشكلة شخص آخر
- آلان إف. بلاكويل